# Aloe corbisieri
Aloe corbisieri é uma espécie de liliopsida do gênero Aloe, pertencente à família Asphodelaceae.